# 번천초등학교
번천초등학교는 대한민국 경기도 광주시에 있는 공립 초등학교이다.

## 학교 연혁
- 1964. 03. 01 광지원초등학교 번천분실 인가
- 1967. 03. 24 번천초등학교 개교
- 1968. 02. 08 제1회 졸업식
- 1982. 01. 29 4개 교실 슬라브 개축
- 1999. 07. 01 번천장학회 설립
- 1999. 10. 27 교실 3층 3실, 화장실 6실, 계단 증축
- 2003. 03. 01 돌아오는 농촌학교 지정
- 2014. 03. 01 주제체험학습장 운영교 지정
- 2014. 09. 01 홍순주 교감 선생님 취임
- 2015. 02 .13 제48회 졸업생 20명(총 1,279명)
- 2015. 03. 01 주제체험학습장 운영교 지정
- 2015. 09. 01 제16대 전홍숙 교장선생님 취임

## 참고 자료
- 번천초등학교 - 한국교육학술정보원 학교알리미